# Coleophora vermiculatella
Coleophora vermiculatella é uma espécie de mariposa do gênero Coleophora pertencente à família Coleophoridae.